# Jezdcové šachy
|   | a | b | c | d | e | f | g | h |   |
| 8 | d8 černý král · b7 bílý jezdec · c7 černý křížek · d7 černý kroužek · e7 černý křížek · f7 černý kroužek · g7 černý křížek · e6 bílý pěšec · a5 černý pěšec · c5 černý křížek · g5 černý křížek · d4 bílý jezdec · f4 černý křížek · a3 bílý dáma · c3 černý jezdec · c2 černý jezdec · e1 bílý král | d8 černý král · b7 bílý jezdec · c7 černý křížek · d7 černý kroužek · e7 černý křížek · f7 černý kroužek · g7 černý křížek · e6 bílý pěšec · a5 černý pěšec · c5 černý křížek · g5 černý křížek · d4 bílý jezdec · f4 černý křížek · a3 bílý dáma · c3 černý jezdec · c2 černý jezdec · e1 bílý král | d8 černý král · b7 bílý jezdec · c7 černý křížek · d7 černý kroužek · e7 černý křížek · f7 černý kroužek · g7 černý křížek · e6 bílý pěšec · a5 černý pěšec · c5 černý křížek · g5 černý křížek · d4 bílý jezdec · f4 černý křížek · a3 bílý dáma · c3 černý jezdec · c2 černý jezdec · e1 bílý král | d8 černý král · b7 bílý jezdec · c7 černý křížek · d7 černý kroužek · e7 černý křížek · f7 černý kroužek · g7 černý křížek · e6 bílý pěšec · a5 černý pěšec · c5 černý křížek · g5 černý křížek · d4 bílý jezdec · f4 černý křížek · a3 bílý dáma · c3 černý jezdec · c2 černý jezdec · e1 bílý král | d8 černý král · b7 bílý jezdec · c7 černý křížek · d7 černý kroužek · e7 černý křížek · f7 černý kroužek · g7 černý křížek · e6 bílý pěšec · a5 černý pěšec · c5 černý křížek · g5 černý křížek · d4 bílý jezdec · f4 černý křížek · a3 bílý dáma · c3 černý jezdec · c2 černý jezdec · e1 bílý král | d8 černý král · b7 bílý jezdec · c7 černý křížek · d7 černý kroužek · e7 černý křížek · f7 černý kroužek · g7 černý křížek · e6 bílý pěšec · a5 černý pěšec · c5 černý křížek · g5 černý křížek · d4 bílý jezdec · f4 černý křížek · a3 bílý dáma · c3 černý jezdec · c2 černý jezdec · e1 bílý král | d8 černý král · b7 bílý jezdec · c7 černý křížek · d7 černý kroužek · e7 černý křížek · f7 černý kroužek · g7 černý křížek · e6 bílý pěšec · a5 černý pěšec · c5 černý křížek · g5 černý křížek · d4 bílý jezdec · f4 černý křížek · a3 bílý dáma · c3 černý jezdec · c2 černý jezdec · e1 bílý král | d8 černý král · b7 bílý jezdec · c7 černý křížek · d7 černý kroužek · e7 černý křížek · f7 černý kroužek · g7 černý křížek · e6 bílý pěšec · a5 černý pěšec · c5 černý křížek · g5 černý křížek · d4 bílý jezdec · f4 černý křížek · a3 bílý dáma · c3 černý jezdec · c2 černý jezdec · e1 bílý král | 8 |
| 7 | d8 černý král · b7 bílý jezdec · c7 černý křížek · d7 černý kroužek · e7 černý křížek · f7 černý kroužek · g7 černý křížek · e6 bílý pěšec · a5 černý pěšec · c5 černý křížek · g5 černý křížek · d4 bílý jezdec · f4 černý křížek · a3 bílý dáma · c3 černý jezdec · c2 černý jezdec · e1 bílý král | d8 černý král · b7 bílý jezdec · c7 černý křížek · d7 černý kroužek · e7 černý křížek · f7 černý kroužek · g7 černý křížek · e6 bílý pěšec · a5 černý pěšec · c5 černý křížek · g5 černý křížek · d4 bílý jezdec · f4 černý křížek · a3 bílý dáma · c3 černý jezdec · c2 černý jezdec · e1 bílý král | d8 černý král · b7 bílý jezdec · c7 černý křížek · d7 černý kroužek · e7 černý křížek · f7 černý kroužek · g7 černý křížek · e6 bílý pěšec · a5 černý pěšec · c5 černý křížek · g5 černý křížek · d4 bílý jezdec · f4 černý křížek · a3 bílý dáma · c3 černý jezdec · c2 černý jezdec · e1 bílý král | d8 černý král · b7 bílý jezdec · c7 černý křížek · d7 černý kroužek · e7 černý křížek · f7 černý kroužek · g7 černý křížek · e6 bílý pěšec · a5 černý pěšec · c5 černý křížek · g5 černý křížek · d4 bílý jezdec · f4 černý křížek · a3 bílý dáma · c3 černý jezdec · c2 černý jezdec · e1 bílý král | d8 černý král · b7 bílý jezdec · c7 černý křížek · d7 černý kroužek · e7 černý křížek · f7 černý kroužek · g7 černý křížek · e6 bílý pěšec · a5 černý pěšec · c5 černý křížek · g5 černý křížek · d4 bílý jezdec · f4 černý křížek · a3 bílý dáma · c3 černý jezdec · c2 černý jezdec · e1 bílý král | d8 černý král · b7 bílý jezdec · c7 černý křížek · d7 černý kroužek · e7 černý křížek · f7 černý kroužek · g7 černý křížek · e6 bílý pěšec · a5 černý pěšec · c5 černý křížek · g5 černý křížek · d4 bílý jezdec · f4 černý křížek · a3 bílý dáma · c3 černý jezdec · c2 černý jezdec · e1 bílý král | d8 černý král · b7 bílý jezdec · c7 černý křížek · d7 černý kroužek · e7 černý křížek · f7 černý kroužek · g7 černý křížek · e6 bílý pěšec · a5 černý pěšec · c5 černý křížek · g5 černý křížek · d4 bílý jezdec · f4 černý křížek · a3 bílý dáma · c3 černý jezdec · c2 černý jezdec · e1 bílý král | d8 černý král · b7 bílý jezdec · c7 černý křížek · d7 černý kroužek · e7 černý křížek · f7 černý kroužek · g7 černý křížek · e6 bílý pěšec · a5 černý pěšec · c5 černý křížek · g5 černý křížek · d4 bílý jezdec · f4 černý křížek · a3 bílý dáma · c3 černý jezdec · c2 černý jezdec · e1 bílý král | 7 |
| 6 | d8 černý král · b7 bílý jezdec · c7 černý křížek · d7 černý kroužek · e7 černý křížek · f7 černý kroužek · g7 černý křížek · e6 bílý pěšec · a5 černý pěšec · c5 černý křížek · g5 černý křížek · d4 bílý jezdec · f4 černý křížek · a3 bílý dáma · c3 černý jezdec · c2 černý jezdec · e1 bílý král | d8 černý král · b7 bílý jezdec · c7 černý křížek · d7 černý kroužek · e7 černý křížek · f7 černý kroužek · g7 černý křížek · e6 bílý pěšec · a5 černý pěšec · c5 černý křížek · g5 černý křížek · d4 bílý jezdec · f4 černý křížek · a3 bílý dáma · c3 černý jezdec · c2 černý jezdec · e1 bílý král | d8 černý král · b7 bílý jezdec · c7 černý křížek · d7 černý kroužek · e7 černý křížek · f7 černý kroužek · g7 černý křížek · e6 bílý pěšec · a5 černý pěšec · c5 černý křížek · g5 černý křížek · d4 bílý jezdec · f4 černý křížek · a3 bílý dáma · c3 černý jezdec · c2 černý jezdec · e1 bílý král | d8 černý král · b7 bílý jezdec · c7 černý křížek · d7 černý kroužek · e7 černý křížek · f7 černý kroužek · g7 černý křížek · e6 bílý pěšec · a5 černý pěšec · c5 černý křížek · g5 černý křížek · d4 bílý jezdec · f4 černý křížek · a3 bílý dáma · c3 černý jezdec · c2 černý jezdec · e1 bílý král | d8 černý král · b7 bílý jezdec · c7 černý křížek · d7 černý kroužek · e7 černý křížek · f7 černý kroužek · g7 černý křížek · e6 bílý pěšec · a5 černý pěšec · c5 černý křížek · g5 černý křížek · d4 bílý jezdec · f4 černý křížek · a3 bílý dáma · c3 černý jezdec · c2 černý jezdec · e1 bílý král | d8 černý král · b7 bílý jezdec · c7 černý křížek · d7 černý kroužek · e7 černý křížek · f7 černý kroužek · g7 černý křížek · e6 bílý pěšec · a5 černý pěšec · c5 černý křížek · g5 černý křížek · d4 bílý jezdec · f4 černý křížek · a3 bílý dáma · c3 černý jezdec · c2 černý jezdec · e1 bílý král | d8 černý král · b7 bílý jezdec · c7 černý křížek · d7 černý kroužek · e7 černý křížek · f7 černý kroužek · g7 černý křížek · e6 bílý pěšec · a5 černý pěšec · c5 černý křížek · g5 černý křížek · d4 bílý jezdec · f4 černý křížek · a3 bílý dáma · c3 černý jezdec · c2 černý jezdec · e1 bílý král | d8 černý král · b7 bílý jezdec · c7 černý křížek · d7 černý kroužek · e7 černý křížek · f7 černý kroužek · g7 černý křížek · e6 bílý pěšec · a5 černý pěšec · c5 černý křížek · g5 černý křížek · d4 bílý jezdec · f4 černý křížek · a3 bílý dáma · c3 černý jezdec · c2 černý jezdec · e1 bílý král | 6 |
| 5 | d8 černý král · b7 bílý jezdec · c7 černý křížek · d7 černý kroužek · e7 černý křížek · f7 černý kroužek · g7 černý křížek · e6 bílý pěšec · a5 černý pěšec · c5 černý křížek · g5 černý křížek · d4 bílý jezdec · f4 černý křížek · a3 bílý dáma · c3 černý jezdec · c2 černý jezdec · e1 bílý král | d8 černý král · b7 bílý jezdec · c7 černý křížek · d7 černý kroužek · e7 černý křížek · f7 černý kroužek · g7 černý křížek · e6 bílý pěšec · a5 černý pěšec · c5 černý křížek · g5 černý křížek · d4 bílý jezdec · f4 černý křížek · a3 bílý dáma · c3 černý jezdec · c2 černý jezdec · e1 bílý král | d8 černý král · b7 bílý jezdec · c7 černý křížek · d7 černý kroužek · e7 černý křížek · f7 černý kroužek · g7 černý křížek · e6 bílý pěšec · a5 černý pěšec · c5 černý křížek · g5 černý křížek · d4 bílý jezdec · f4 černý křížek · a3 bílý dáma · c3 černý jezdec · c2 černý jezdec · e1 bílý král | d8 černý král · b7 bílý jezdec · c7 černý křížek · d7 černý kroužek · e7 černý křížek · f7 černý kroužek · g7 černý křížek · e6 bílý pěšec · a5 černý pěšec · c5 černý křížek · g5 černý křížek · d4 bílý jezdec · f4 černý křížek · a3 bílý dáma · c3 černý jezdec · c2 černý jezdec · e1 bílý král | d8 černý král · b7 bílý jezdec · c7 černý křížek · d7 černý kroužek · e7 černý křížek · f7 černý kroužek · g7 černý křížek · e6 bílý pěšec · a5 černý pěšec · c5 černý křížek · g5 černý křížek · d4 bílý jezdec · f4 černý křížek · a3 bílý dáma · c3 černý jezdec · c2 černý jezdec · e1 bílý král | d8 černý král · b7 bílý jezdec · c7 černý křížek · d7 černý kroužek · e7 černý křížek · f7 černý kroužek · g7 černý křížek · e6 bílý pěšec · a5 černý pěšec · c5 černý křížek · g5 černý křížek · d4 bílý jezdec · f4 černý křížek · a3 bílý dáma · c3 černý jezdec · c2 černý jezdec · e1 bílý král | d8 černý král · b7 bílý jezdec · c7 černý křížek · d7 černý kroužek · e7 černý křížek · f7 černý kroužek · g7 černý křížek · e6 bílý pěšec · a5 černý pěšec · c5 černý křížek · g5 černý křížek · d4 bílý jezdec · f4 černý křížek · a3 bílý dáma · c3 černý jezdec · c2 černý jezdec · e1 bílý král | d8 černý král · b7 bílý jezdec · c7 černý křížek · d7 černý kroužek · e7 černý křížek · f7 černý kroužek · g7 černý křížek · e6 bílý pěšec · a5 černý pěšec · c5 černý křížek · g5 černý křížek · d4 bílý jezdec · f4 černý křížek · a3 bílý dáma · c3 černý jezdec · c2 černý jezdec · e1 bílý král | 5 |
| 4 | d8 černý král · b7 bílý jezdec · c7 černý křížek · d7 černý kroužek · e7 černý křížek · f7 černý kroužek · g7 černý křížek · e6 bílý pěšec · a5 černý pěšec · c5 černý křížek · g5 černý křížek · d4 bílý jezdec · f4 černý křížek · a3 bílý dáma · c3 černý jezdec · c2 černý jezdec · e1 bílý král | d8 černý král · b7 bílý jezdec · c7 černý křížek · d7 černý kroužek · e7 černý křížek · f7 černý kroužek · g7 černý křížek · e6 bílý pěšec · a5 černý pěšec · c5 černý křížek · g5 černý křížek · d4 bílý jezdec · f4 černý křížek · a3 bílý dáma · c3 černý jezdec · c2 černý jezdec · e1 bílý král | d8 černý král · b7 bílý jezdec · c7 černý křížek · d7 černý kroužek · e7 černý křížek · f7 černý kroužek · g7 černý křížek · e6 bílý pěšec · a5 černý pěšec · c5 černý křížek · g5 černý křížek · d4 bílý jezdec · f4 černý křížek · a3 bílý dáma · c3 černý jezdec · c2 černý jezdec · e1 bílý král | d8 černý král · b7 bílý jezdec · c7 černý křížek · d7 černý kroužek · e7 černý křížek · f7 černý kroužek · g7 černý křížek · e6 bílý pěšec · a5 černý pěšec · c5 černý křížek · g5 černý křížek · d4 bílý jezdec · f4 černý křížek · a3 bílý dáma · c3 černý jezdec · c2 černý jezdec · e1 bílý král | d8 černý král · b7 bílý jezdec · c7 černý křížek · d7 černý kroužek · e7 černý křížek · f7 černý kroužek · g7 černý křížek · e6 bílý pěšec · a5 černý pěšec · c5 černý křížek · g5 černý křížek · d4 bílý jezdec · f4 černý křížek · a3 bílý dáma · c3 černý jezdec · c2 černý jezdec · e1 bílý král | d8 černý král · b7 bílý jezdec · c7 černý křížek · d7 černý kroužek · e7 černý křížek · f7 černý kroužek · g7 černý křížek · e6 bílý pěšec · a5 černý pěšec · c5 černý křížek · g5 černý křížek · d4 bílý jezdec · f4 černý křížek · a3 bílý dáma · c3 černý jezdec · c2 černý jezdec · e1 bílý král | d8 černý král · b7 bílý jezdec · c7 černý křížek · d7 černý kroužek · e7 černý křížek · f7 černý kroužek · g7 černý křížek · e6 bílý pěšec · a5 černý pěšec · c5 černý křížek · g5 černý křížek · d4 bílý jezdec · f4 černý křížek · a3 bílý dáma · c3 černý jezdec · c2 černý jezdec · e1 bílý král | d8 černý král · b7 bílý jezdec · c7 černý křížek · d7 černý kroužek · e7 černý křížek · f7 černý kroužek · g7 černý křížek · e6 bílý pěšec · a5 černý pěšec · c5 černý křížek · g5 černý křížek · d4 bílý jezdec · f4 černý křížek · a3 bílý dáma · c3 černý jezdec · c2 černý jezdec · e1 bílý král | 4 |
| 3 | d8 černý král · b7 bílý jezdec · c7 černý křížek · d7 černý kroužek · e7 černý křížek · f7 černý kroužek · g7 černý křížek · e6 bílý pěšec · a5 černý pěšec · c5 černý křížek · g5 černý křížek · d4 bílý jezdec · f4 černý křížek · a3 bílý dáma · c3 černý jezdec · c2 černý jezdec · e1 bílý král | d8 černý král · b7 bílý jezdec · c7 černý křížek · d7 černý kroužek · e7 černý křížek · f7 černý kroužek · g7 černý křížek · e6 bílý pěšec · a5 černý pěšec · c5 černý křížek · g5 černý křížek · d4 bílý jezdec · f4 černý křížek · a3 bílý dáma · c3 černý jezdec · c2 černý jezdec · e1 bílý král | d8 černý král · b7 bílý jezdec · c7 černý křížek · d7 černý kroužek · e7 černý křížek · f7 černý kroužek · g7 černý křížek · e6 bílý pěšec · a5 černý pěšec · c5 černý křížek · g5 černý křížek · d4 bílý jezdec · f4 černý křížek · a3 bílý dáma · c3 černý jezdec · c2 černý jezdec · e1 bílý král | d8 černý král · b7 bílý jezdec · c7 černý křížek · d7 černý kroužek · e7 černý křížek · f7 černý kroužek · g7 černý křížek · e6 bílý pěšec · a5 černý pěšec · c5 černý křížek · g5 černý křížek · d4 bílý jezdec · f4 černý křížek · a3 bílý dáma · c3 černý jezdec · c2 černý jezdec · e1 bílý král | d8 černý král · b7 bílý jezdec · c7 černý křížek · d7 černý kroužek · e7 černý křížek · f7 černý kroužek · g7 černý křížek · e6 bílý pěšec · a5 černý pěšec · c5 černý křížek · g5 černý křížek · d4 bílý jezdec · f4 černý křížek · a3 bílý dáma · c3 černý jezdec · c2 černý jezdec · e1 bílý král | d8 černý král · b7 bílý jezdec · c7 černý křížek · d7 černý kroužek · e7 černý křížek · f7 černý kroužek · g7 černý křížek · e6 bílý pěšec · a5 černý pěšec · c5 černý křížek · g5 černý křížek · d4 bílý jezdec · f4 černý křížek · a3 bílý dáma · c3 černý jezdec · c2 černý jezdec · e1 bílý král | d8 černý král · b7 bílý jezdec · c7 černý křížek · d7 černý kroužek · e7 černý křížek · f7 černý kroužek · g7 černý křížek · e6 bílý pěšec · a5 černý pěšec · c5 černý křížek · g5 černý křížek · d4 bílý jezdec · f4 černý křížek · a3 bílý dáma · c3 černý jezdec · c2 černý jezdec · e1 bílý král | d8 černý král · b7 bílý jezdec · c7 černý křížek · d7 černý kroužek · e7 černý křížek · f7 černý kroužek · g7 černý křížek · e6 bílý pěšec · a5 černý pěšec · c5 černý křížek · g5 černý křížek · d4 bílý jezdec · f4 černý křížek · a3 bílý dáma · c3 černý jezdec · c2 černý jezdec · e1 bílý král | 3 |
| 2 | d8 černý král · b7 bílý jezdec · c7 černý křížek · d7 černý kroužek · e7 černý křížek · f7 černý kroužek · g7 černý křížek · e6 bílý pěšec · a5 černý pěšec · c5 černý křížek · g5 černý křížek · d4 bílý jezdec · f4 černý křížek · a3 bílý dáma · c3 černý jezdec · c2 černý jezdec · e1 bílý král | d8 černý král · b7 bílý jezdec · c7 černý křížek · d7 černý kroužek · e7 černý křížek · f7 černý kroužek · g7 černý křížek · e6 bílý pěšec · a5 černý pěšec · c5 černý křížek · g5 černý křížek · d4 bílý jezdec · f4 černý křížek · a3 bílý dáma · c3 černý jezdec · c2 černý jezdec · e1 bílý král | d8 černý král · b7 bílý jezdec · c7 černý křížek · d7 černý kroužek · e7 černý křížek · f7 černý kroužek · g7 černý křížek · e6 bílý pěšec · a5 černý pěšec · c5 černý křížek · g5 černý křížek · d4 bílý jezdec · f4 černý křížek · a3 bílý dáma · c3 černý jezdec · c2 černý jezdec · e1 bílý král | d8 černý král · b7 bílý jezdec · c7 černý křížek · d7 černý kroužek · e7 černý křížek · f7 černý kroužek · g7 černý křížek · e6 bílý pěšec · a5 černý pěšec · c5 černý křížek · g5 černý křížek · d4 bílý jezdec · f4 černý křížek · a3 bílý dáma · c3 černý jezdec · c2 černý jezdec · e1 bílý král | d8 černý král · b7 bílý jezdec · c7 černý křížek · d7 černý kroužek · e7 černý křížek · f7 černý kroužek · g7 černý křížek · e6 bílý pěšec · a5 černý pěšec · c5 černý křížek · g5 černý křížek · d4 bílý jezdec · f4 černý křížek · a3 bílý dáma · c3 černý jezdec · c2 černý jezdec · e1 bílý král | d8 černý král · b7 bílý jezdec · c7 černý křížek · d7 černý kroužek · e7 černý křížek · f7 černý kroužek · g7 černý křížek · e6 bílý pěšec · a5 černý pěšec · c5 černý křížek · g5 černý křížek · d4 bílý jezdec · f4 černý křížek · a3 bílý dáma · c3 černý jezdec · c2 černý jezdec · e1 bílý král | d8 černý král · b7 bílý jezdec · c7 černý křížek · d7 černý kroužek · e7 černý křížek · f7 černý kroužek · g7 černý křížek · e6 bílý pěšec · a5 černý pěšec · c5 černý křížek · g5 černý křížek · d4 bílý jezdec · f4 černý křížek · a3 bílý dáma · c3 černý jezdec · c2 černý jezdec · e1 bílý král | d8 černý král · b7 bílý jezdec · c7 černý křížek · d7 černý kroužek · e7 černý křížek · f7 černý kroužek · g7 černý křížek · e6 bílý pěšec · a5 černý pěšec · c5 černý křížek · g5 černý křížek · d4 bílý jezdec · f4 černý křížek · a3 bílý dáma · c3 černý jezdec · c2 černý jezdec · e1 bílý král | 2 |
| 1 | d8 černý král · b7 bílý jezdec · c7 černý křížek · d7 černý kroužek · e7 černý křížek · f7 černý kroužek · g7 černý křížek · e6 bílý pěšec · a5 černý pěšec · c5 černý křížek · g5 černý křížek · d4 bílý jezdec · f4 černý křížek · a3 bílý dáma · c3 černý jezdec · c2 černý jezdec · e1 bílý král | d8 černý král · b7 bílý jezdec · c7 černý křížek · d7 černý kroužek · e7 černý křížek · f7 černý kroužek · g7 černý křížek · e6 bílý pěšec · a5 černý pěšec · c5 černý křížek · g5 černý křížek · d4 bílý jezdec · f4 černý křížek · a3 bílý dáma · c3 černý jezdec · c2 černý jezdec · e1 bílý král | d8 černý král · b7 bílý jezdec · c7 černý křížek · d7 černý kroužek · e7 černý křížek · f7 černý kroužek · g7 černý křížek · e6 bílý pěšec · a5 černý pěšec · c5 černý křížek · g5 černý křížek · d4 bílý jezdec · f4 černý křížek · a3 bílý dáma · c3 černý jezdec · c2 černý jezdec · e1 bílý král | d8 černý král · b7 bílý jezdec · c7 černý křížek · d7 černý kroužek · e7 černý křížek · f7 černý kroužek · g7 černý křížek · e6 bílý pěšec · a5 černý pěšec · c5 černý křížek · g5 černý křížek · d4 bílý jezdec · f4 černý křížek · a3 bílý dáma · c3 černý jezdec · c2 černý jezdec · e1 bílý král | d8 černý král · b7 bílý jezdec · c7 černý křížek · d7 černý kroužek · e7 černý křížek · f7 černý kroužek · g7 černý křížek · e6 bílý pěšec · a5 černý pěšec · c5 černý křížek · g5 černý křížek · d4 bílý jezdec · f4 černý křížek · a3 bílý dáma · c3 černý jezdec · c2 černý jezdec · e1 bílý král | d8 černý král · b7 bílý jezdec · c7 černý křížek · d7 černý kroužek · e7 černý křížek · f7 černý kroužek · g7 černý křížek · e6 bílý pěšec · a5 černý pěšec · c5 černý křížek · g5 černý křížek · d4 bílý jezdec · f4 černý křížek · a3 bílý dáma · c3 černý jezdec · c2 černý jezdec · e1 bílý král | d8 černý král · b7 bílý jezdec · c7 černý křížek · d7 černý kroužek · e7 černý křížek · f7 černý kroužek · g7 černý křížek · e6 bílý pěšec · a5 černý pěšec · c5 černý křížek · g5 černý křížek · d4 bílý jezdec · f4 černý křížek · a3 bílý dáma · c3 černý jezdec · c2 černý jezdec · e1 bílý král | d8 černý král · b7 bílý jezdec · c7 černý křížek · d7 černý kroužek · e7 černý křížek · f7 černý kroužek · g7 černý křížek · e6 bílý pěšec · a5 černý pěšec · c5 černý křížek · g5 černý křížek · d4 bílý jezdec · f4 černý křížek · a3 bílý dáma · c3 černý jezdec · c2 černý jezdec · e1 bílý král | 1 |
|   | a | b | c | d | e | f | g | h |   |

Jezdcové šachy (známé také jako N-Relay chess) je šachová varianta vynalezená Mannisem Charoshem v roce 1972.

## Pravidla
Hraje se podle pravidel běžného šachu s následujícími výjimkami:
- Libovolná figurka krytá jezdcem své barvy získává schopnost použití jezdcových tahů. Figurka má tuto schopnost právě do doby, kdy je jezdcem krytá.
- Pěšec nesmí chodem jezdce vstoupit na první ani osmou řadu šachovnice.
- Přemístí-li se pěšec zpět na svou výchozí řadu, může standardně učinit tah o dvě pole vpřed.
- Jezdci nesmí vyhazovat soupeřovy figury a sami nesmí být vyhozeni. Nesmí tedy ani šachovat ani matovat.
- Nelze uplatnit braní mimochodem.[1]